# Tomasz Karwacki
Tomasz Karwacki (ur. 14 września 1708 w Unieszewie, zm. 1779 w Wilnie) – polski duchowny rzymskokatolicki, jezuita i misjonarz, profesor retoryki i teologii moralnej.

## Życiorys
Urodził się w Szafałdzie (obecnie Unieszewo) na Warmii jako syn Tomasza i Elżbiety. Brat Macieja i Ludwika Karwackich - zakonników chrześcijańskich i profesorów. Prawdopodobnie był spokrewniony ze Stanisławem Karwackim, również jezuitą i profesorem. 22 sierpnia 1726 w Wilnie wstąpił do zakonu. 11 października 1737 przyjął w Łahiszynie święcenia kapłańskie.
W latach 1739–1740 był profesorem retoryki w Grodnie. W latach 1743–1758 działał jako misjonarz łotewski z fundacji Jana Augusta Hylzena w Dyneburgu. Następnie sprawował funkcję superiora w Iłłukszcie (1760-1761). W latach 1761–1765 był rektorem w Kownie, po czym powrócił do Dyneburga, gdzie wykładał teologię moralną (1767-1768). Po przybyciu do Wilna został instruktorem III probacji (1768-1762), a następnie prowincjałem (1772-1773).
Po kasacie zakonu na stałe zamieszkał w Wilnie, gdzie zmarł.